# Xochimilco, Guerrero
Xochimilco är en ort i Mexiko.   Den ligger i kommunen Olinalá och delstaten Guerrero, i den sydöstra delen av landet, 190 km söder om huvudstaden Mexico City. Xochimilco ligger 1 308 meter över havet och antalet invånare är 154.
Terrängen runt Xochimilco är kuperad. Runt Xochimilco är det ganska tätbefolkat, med 62 invånare per kvadratkilometer. Närmaste större samhälle är Olinalá, 3,2 km väster om Xochimilco. I omgivningarna runt Xochimilco växer huvudsakligen savannskog.